# خانه مستوفی

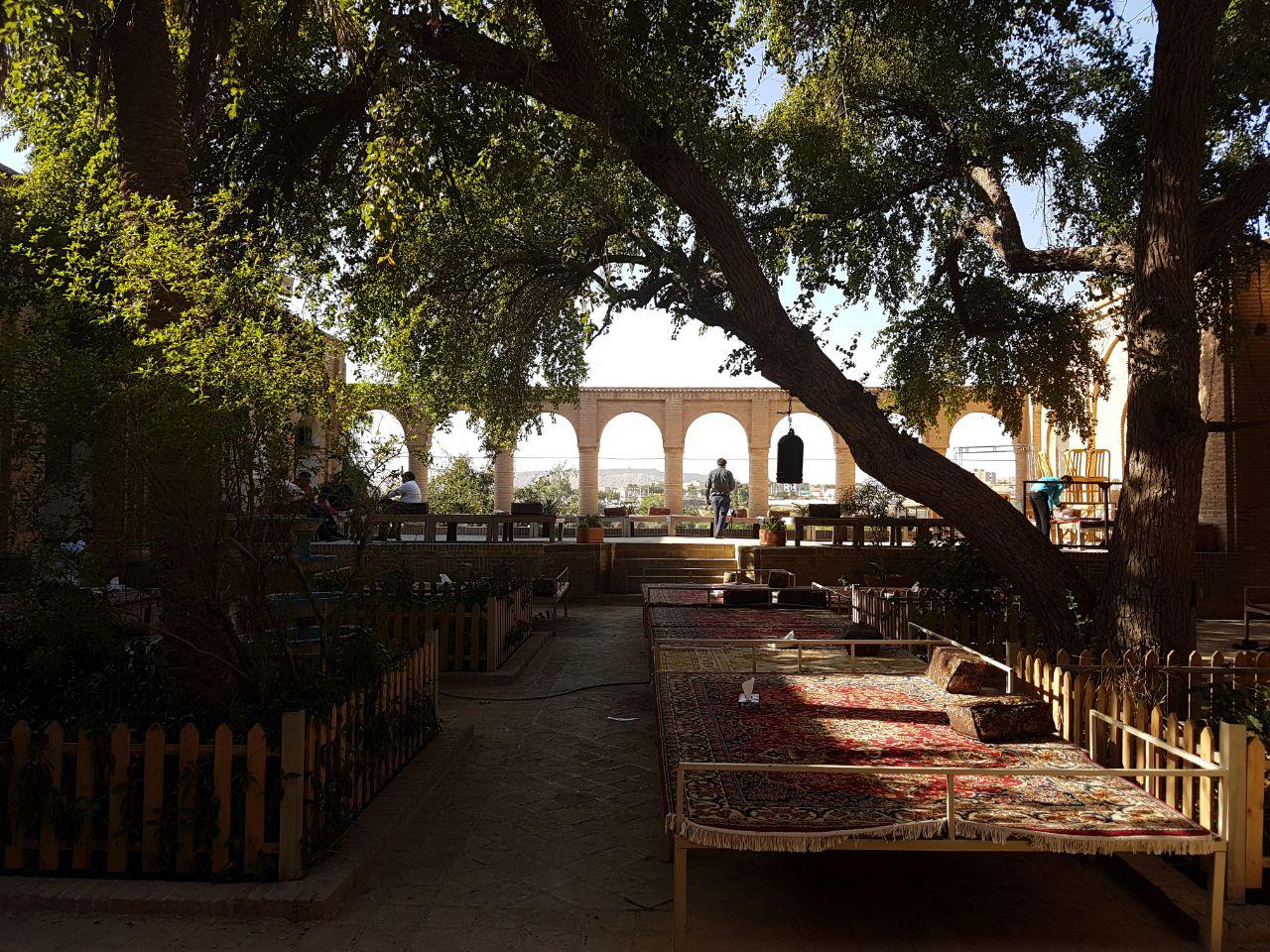
حیاط خانه مستوفی شوشتر

خانه مستوفی مربوط به دوره قاجار است و در شوشتر، میدان باطنی، جنب مسجد مستوفی واقع شده و این اثر در تاریخ ۱۴ اردیبهشت ۱۳۷۸ با شمارهٔ ثبت ۲۳۱۵ به‌عنوان یکی از آثار ملی ایران به ثبت رسیده‌است.
]]

## کاربری موزه
موزه خانه مستوفی که شامل آثار قدیمی از دوران باستان تا دوره قاجار است در شبستان این خانه تاریخی قرار دارد.

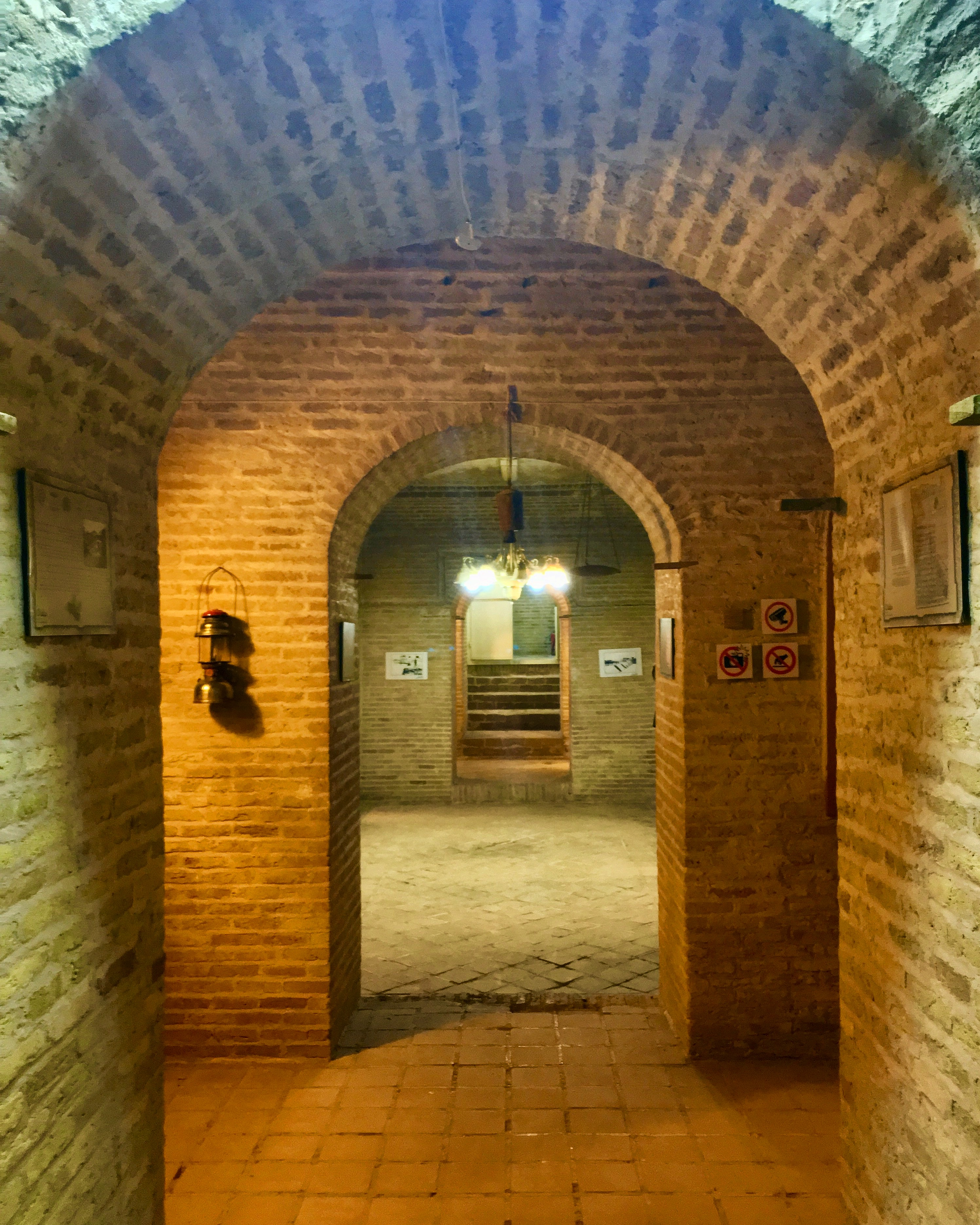
ورودی موزه مستوفی در شبستان این خانه

## کاربری پایگاه اطلاع‌رسانی گردشگری یونسکو
مجموعه پردیس مستوفی شوشتر از سوی سازمان آموزشی، علمی و فرهنگی سازمان ملل متحد (یونسکو) به عنوان مرکز پایگاه اطلاع‌رسانی میراث فرهنگی و گردشگری شوشتر تعیین شده‌است.

## کاربری رستوران سنتی
با تصمیم سازمان میراث فرهنگی و گردشگری و به منظور درآمد زایی میراث فرهنگی، طبقه همکف این بنا به عنوان رستوران سنتی مورد استفاده قرار می‌گیرد.

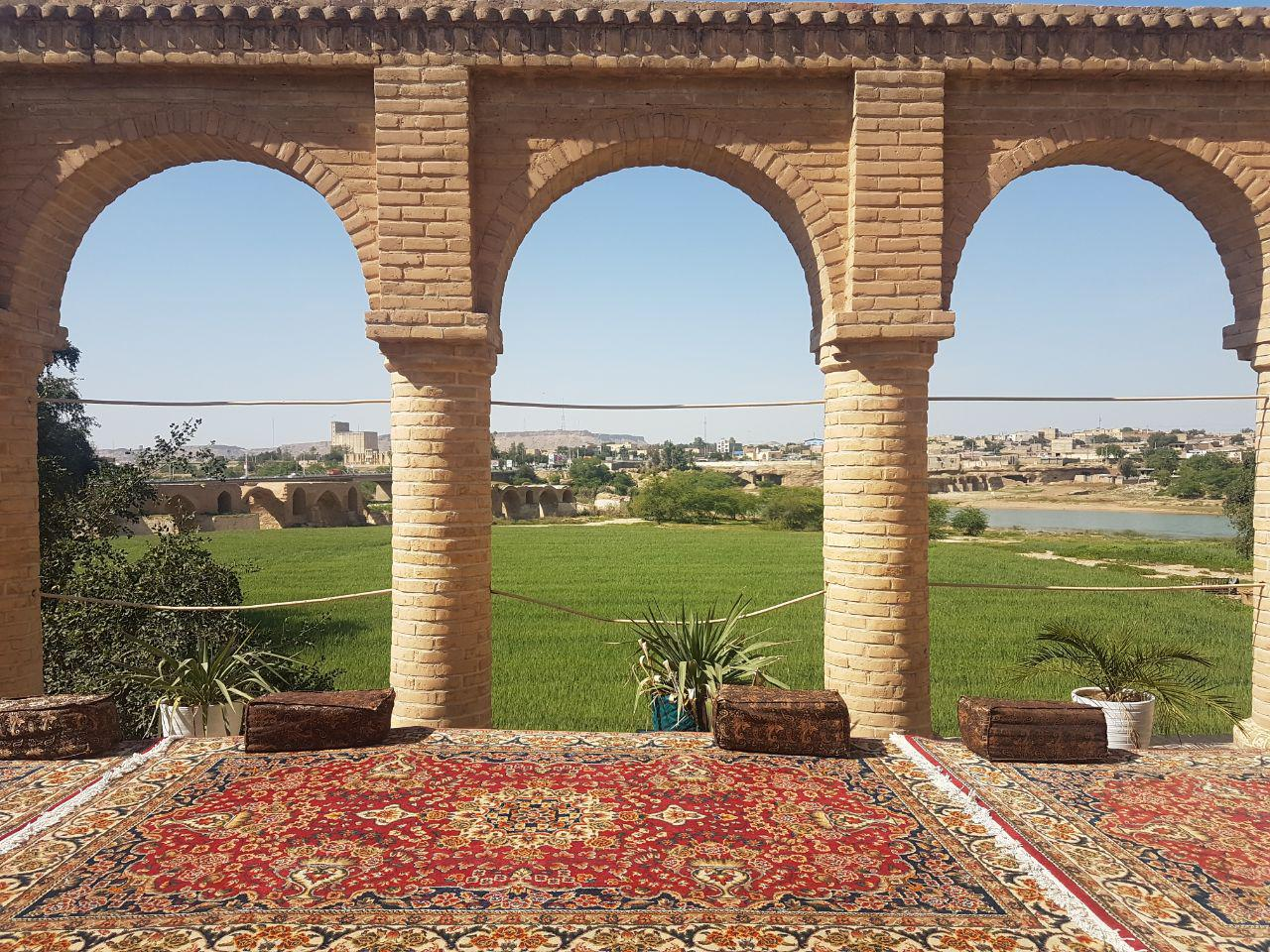
سکوی حیاط خانه مستوفی شوشتر، دید به رود کارون و بند قیصر

]]